# 自由ソフトウェアの定義
自由ソフトウェアの定義（じゆうソフトウェアのていぎ、The Free Software Definition）は、リチャード・ストールマンにより起草されフリーソフトウェア財団により公開された、自由ソフトウェアを定義する文書である。知られている最も初期の定義は、FSFが発行していた1986年2月のGNU's Bulletinにおいてなされたものである。基準となる出典はGNUプロジェクトの理念のセクションにある。2022年1月の時点では、42の言語で公開されている。また、FSFは自らが承認したソフトウェアライセンスのリストを公開している（自由ソフトウェアライセンスを参照）。
自由ソフトウェアの定義は、自由ソフトウェアの概念に関して最も早く公開された定義である。

## 定義
1986年2月に公開された定義には2つの要点がある：

私達の定義するところにおいて、“フリー”とは決して値段についてではなく、自由（Freedom）のことを指します。すなわち、プログラムをコピーし、隣人もあなたと同様に使用できるようそのプログラムを配布する自由、そして、プログラムがあなたをコントロールするのではなく、あなたがプログラムをコントロールするために、プログラムを改変する自由―このためにソースコードはあなたが手に入れられるようにされなくてはなりません―のことを指します。
現在の定義には4つの必須の自由があり、それぞれに0から3まで番号が振られている：

- どんな目的に対しても、プログラムを望むままに実行する自由 (第零の自由)。
- プログラムがどのように動作しているか研究し、必要に応じて改造する自由 (第一の自由)。ソースコードへのアクセスは、この前提条件となります。
- ほかの人を助けられるよう、コピーを再配布する自由 (第二の自由)。
- 改変した版を他に配布する自由 (第三の自由)。これにより、変更がコミュニティ全体にとって利益となる機会を提供できます。ソースコードへのアクセスは、この前提条件となります。

## 歴史
リチャード・ストールマンは『It is said that』紙媒体で発行された「自由ソフトウェアの定義」は早ければ1986年に存在しており、『GNU's Bulletin』の最初の号に含まれて出版されたと言われているが、その文書は定義として提示されておらず、リチャード・ストールマンが後に作り出した定義とは大幅に違いがあった。
フリーソフトウェア財団の代表リチャード・ストールマンはDebianフリーソフトウェアガイドラインを自由ソフトウェアの優れた定義として受け入れていた。しかし、「Debianフリーソフトウェアガイドライン」と「オープンソースの定義」の類似性から自由ソフトウェアをオープンソースと区別する必要性を感じ、現在は自由ソフトウェアの定義を推進している。
また、第０の自由は後に付け足されたもので、実行できる事が一番大切なので最初につけようとしたため、第０となった。